# Filmfare Award 2014
Der 59. Filmfare Award fand am 24. Januar 2014 statt. Ausgestrahlt wird die Verleihung aber erst am 26. Januar 2014 auf Sony Television. Bei dieser Verleihung moderierten die Schauspieler Ranbir Kapoor und Priyanka Chopra. Die Bekanntgabe der Nominierungen in den 10 wichtigsten Kategorien erfolgte am 13. Januar 2014, als Veranstaltungsort wurde erneut Yash Raj Studios in Mumbai ausgewählt.
Der Film mit den meisten Nominierungen ist Lass dein Glück nicht ziehen (Yeh Jawaani Hai Deewani), da er in 9 Kategorien nominiert wurde, dennoch erhielt er keinen Preis. Die meisten Auszeichnungen, insgesamt 6 Stück, wurden an Bhaag Milkha Bhaag verliehen.

## Künstlerische Preise

### Bester Film
Bhaag Milkha Bhaag
Chennai Express
Goliyon Ki Raasleela Ram-Leela
Raanjhanaa
Yeh Jawaani Hai Deewani

### Beste Regie
Rakeysh Omprakash Mehra – Bhaag Milkha Bhaag
Aanand L Rai – Raanjhanaa
Abhishek Kapoor – Kai Po Che!
Ayan Mukerji – Yeh Jawaani Hai Deewani
Rohit Shetty – Chennai Express
Sanjay Leela Bhansali – Goliyon Ki Raasleela Ram-Leela

### Bester Hauptdarsteller
Farhan Akhtar – Bhaag Milkha Bhaag
Dhanush – Raanjhanaa
Hrithik Roshan – Krrish 3
Ranbir Kapoor – Yeh Jawaani Hai Deewani
Ranveer Singh – Goliyon Ki Raasleela Ram-Leela
Shah Rukh Khan – Chennai Express

### Beste Hauptdarstellerin
Deepika Padukone – Goliyon Ki Raasleela Ram-Leela
Deepika Padukone – Chennai Express
Parineeti Chopra – Shuddh Desi Romance
Shraddha Kapoor – Aashiqui 2
Sonakshi Sinha – Lootera
Sonam Kapoor – Raanjhanaa

### Bester Nebendarsteller
Nawazuddin Siddiqui – The Lunchbox
Aditya Roy Kapur – Yeh Jawaani Hai Deewani
Anupam Kher – Special 26
Pankaj Kapur – Matru Ki Bijlee Ka Mandola
Rajkumar Rao – Kai Po Che!
Vivek Oberoi – Krrish 3

### Beste Nebendarstellerin
Supriya Pathak Kapur – Goliyon Ki Raasleela Ram-Leela
Divya Dutta – Bhaag Milkha Bhaag
Kalki Koechlin – Yeh Jawaani Hai Deewani
Konkona Sen Sharma – Ek Thi Daayan
Swara Bhaskar – Raanjhanaa

### Bester Nachwuchsdarsteller
Dhanush – Raanjhanaa

### Beste Nachwuchsdarstellerin
Vaani Kapoor – Shuddh Desi Romance

### Beste Musik
Ankit Tiwari, Mithoon and Jeet Ganguly – Aashiqui 2
Amit Trivedi – Lootera
A. R. Rahman – Raanjhanaa
Pritam – Yeh Jawaani Hai Deewani
Sanjay Leela Bhansali – Goliyon Ki Raasleela Ram-Leela
Vishal-Shekhar – Chennai Express

### Bester Liedtext
Prasoon Joshi für Zinda – Bhaag Milkha Bhaag
Amitabh Bhattacharya für Shikayatein – Lootera
Amitabh Bhattacharya für Kabira – Yeh Jawaani Hai Deewani
Mithoon für Tum hi ho – Aashiqui 2
Swanand Kirkire für Manja – Kai Po Che!

### Bester Playbacksänger
Arijit Singh für Tum hi ho – Aashiqui 2
Amit Trivedi für Manja – Kai Po Che
Ankit Tiwari für Sunn raha hai na tu – Aashiqui 2
Benny Dayal für Badtameez dil – Yeh Jawaani Hai Deewani
Siddharth Mahadevan für Zinda – Bhaag Milkha Bhaag

### Beste Playbacksängerin
Monali Thakur für Sawar loon – Lootera
Chinmayi für Titli – Chennai Express
Shalmali Kholgade für Balam pichkari – Yeh Jawaani Hai Deewani
Shreya Ghoshal für Sunn raha hai – Aashiqui 2
Shreya Ghoshal für Nagada – Goliyon Ki Raasleela Ram-Leela

## Kritikerpreise

### Bester Film
Ritesh Batra – The Lunchbox

### Bester Darsteller
Rajkummar Rao – Shahid

### Beste Darstellerin
Shilpa Shukla – B.A. Pass

## Technische Preise

### Beste Story
Subhash Kapoor – Jolly LLB

### Bestes Drehbuch
Chetan Bhagat, Abhishek Kapoor, Supratik Sen & Pubali Chaudhari –  Kai Po Che!

### Bester Dialog
Subhash Kapoor – Jolly LLB

### Bester Schnitt
Aarif Sheikh – D-Day

### Beste Choreografie
Samir & Arsh Tanna – "Lahu Muh Lag Gaya" aus Goliyon Ki Raasleela Ram-Leela

### Beste Kamera
Kamaljit Negi – Madras Cafe

### Bestes Szenenbild
Acropolis Design – Bhaag Milkha Bhaag

### Bester Ton
Bishwadeep Chatterjee und Nihar Ranjan Samar – Madras Cafe

### Beste Kostüme
Dolly Ahluwalia – Bhaag Milkha Bhaag

### Beste Hintergrundmusik
Hitesh Sonik – Kai Po Che!

### Beste visuelle Effekte
Tata Elxis – Dhoom: 3

### Beste Stuntregie
Thomas Struthers & Guru Bachchan – D-Day

## Spezialpreise

### Lebenswerk
Tanuja

### RD Burman Award
Siddharth Mahadevan

### Sony Trendsetter of the Year Award
Chennai Express

## Statistik
Folgende Filme erhielten mindestens zwei Nominierungen (=N) bzw. Siege (=S) in den Hauptkategorien (zzgl. Ehrungen in den Nebenkategorien +E):
| Film                           | N | S /+E |
| ------------------------------ | - | ----- |
| Bhaag Milkha Bhaag             | 6 | 4/+2  |
| Yeh Jawaani Hai Deewani        | 9 | 0     |
| Goliyon Ki Raasleela Ram-Leela | 7 | 2 /+1 |
| Aashiqi 2                      | 6 | 2     |
| Chennai Express                | 6 | 0     |
| Raanjhanaa                     | 6 | 1     |
| Kai Po Che                     | 4 | 0/+2  |
| Lootera                        | 4 | 1     |
| Krrish 3                       | 2 | 0     |
| The Lunchbox                   | 1 | 1/+1  |
| D-Day                          | 0 | 0/+2  |
| Madras Cafe                    | 0 | 0/+2  |